# Priset män betalar
Priset män betalar är en svensk dokumentärserie som hade premiär på SVT Play den 27 juli 2025. Serien består av tre avsnitt.

## Handling
I serien undersöker journalisten Frida Söderlund varför maskulinitet ses som hotad och möter män som vill ta tillbaka något de upplever förlorat.

## Medverkande (i urval)
- Frida Söderlund
- Andrew Tate
- Jan Emanuel